# Castello di Punta Pagana
Il castello di Punta Pagana si trova nell'estrema punta omonima all'interno del parco privato di Villa Spinola, quest'ultima residenza di soggiorno, dal 1959, del Gran maestro dell'Ordine di Malta. L'antica fortezza seicentesca è ubicata nel territorio amministrativo di Rapallo, ad ovest di San Michele di Pagana, lungo il confine geografico con Santa Margherita Ligure.
Assieme alla fortezza cinquecentesca di Santa Margherita Ligure (ad ovest) e al castello sul mare di Rapallo (ad est) faceva parte di quella funzione di avvistamento e difesa voluta dalla Repubblica di Genova per la protezione delle coste e dei borghi del golfo tigullino occidentale.

## Storia
L'opera di edificazione della fortezza si avviò nell'aprile del 1625 ad opera della Repubblica di Genova e dei capitaneati di Rapallo, Recco, Chiavari e delle podesterie di Moneglia e Sestri Levante. La sua costruzione divenne necessaria a seguito della forte ostilità aperta tra la repubblica genovese e Carlo Emanuele I di Savoia, e quindi per la paura di un possibile attacco via mare o terra delle truppe piemontesi.
I lavori, costati oltre 50.000 lire, furono celeri tanto che a dicembre del 1625 i lavori di edificazione procedevano a pieno rigore, grazie a nuove tasse che assicurarono l'acquisto del materiale necessario e alla compensazione dello stipendio. Nel 1627 si completò il fossato completo di ponte levatoio e tre anni dopo, il 28 luglio del 1631, venne posto sotto il servizio della Repubblica di Genova. La fortezza venne munita di armi, munizioni e polvere da sparo necessarie per un improvviso attacco.
Il castello non subì mai un attacco da parte di pirati o soldati nemici, tanto che già nel 1644 il senato genovese ordinò al castellano di imbarcare tutto il materiale bellico su una galea diretta a Genova, a causa della decisione di sgombero totale del castello.
Abbandonato ormai dalla Repubblica di Genova, ma sempre con la presenza di alcuni soldati locali, divenne sede del "Commissariato di Sanità di Rapallo". Il bombardamento navale di Genova nel 1684, da parte della flotta francese, causò un rapido riarmamento per scongiurare un improvviso attacco che, per fortuna, non accadde. Il maniero verrà definitivamente abbandonato nel 1705, per poi divenire successivamente proprietà privata, assieme alla villa adiacente, nei secoli successivi.

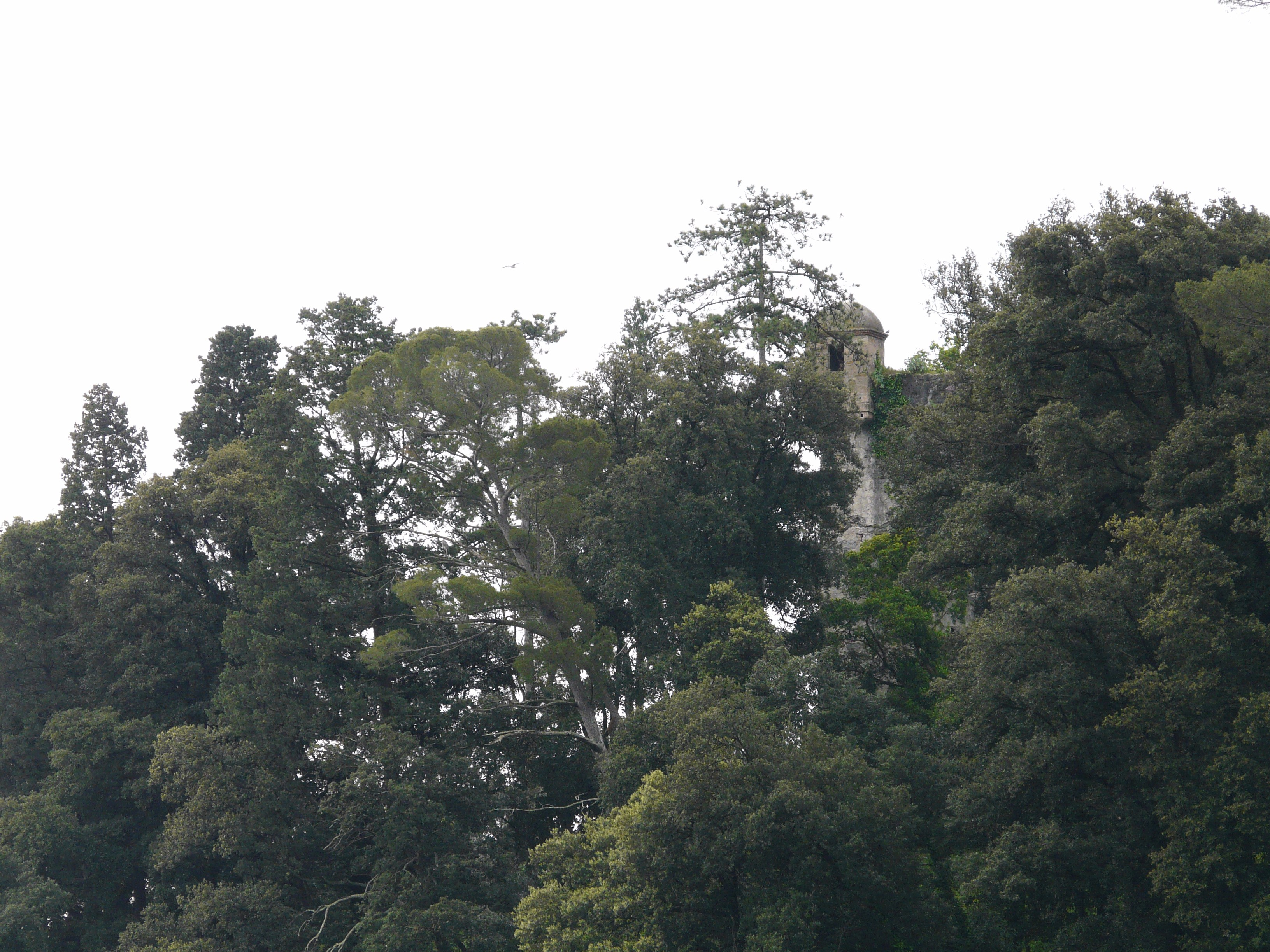
Scorcio di una garitta

L'ultimo proprietario della villa donò, tramite testamento, l'intero complesso costituito dalla villa, dal parco e dal forte al Sovrano Militare Ordine di Malta tuttora insediati.